# Myoko (incrociatore)
Il Myoko (妙高?, Myōkō) è stato un incrociatore pesante della Marina imperiale giapponese, prima ed eponima unità della stessa classe e così chiamato dall'omonimo vulcano sull'isola di Honshū. Fu varato nel settembre 1927 dal cantiere navale di Yokosuka.
Formò con le unità gemelle Haguro, Nachi e Ashigara la 5ª Divisione incrociatori, che nel corso degli anni trenta operò al largo della costa cinese. Nel 1941 la formazione fu dislocata nelle isole Palau alle dipendenze della 3ª Flotta e nel corso di dicembre partecipò all'invasione delle Filippine. All'inizio del gennaio 1942 il Myoko rimase danneggiato da una bomba e da Davao tornò in Giappone, dove fu riparato in tempo per partecipare agli ultimi scontri navali nelle Indie olandesi. Dopo un breve periodo di servizio nelle acque nazionali, si spostò con lo Haguro (che da allora rimase quasi sempre al suo fianco) a Truk e partecipò alla battaglia del Mar dei Coralli (4-8 maggio 1942) nei ranghi della 4ª Flotta. Non presente alla battaglia delle Midway, fu in prima linea nella campagna di Guadalcanal, bombardando anche l'aeroporto locale. Successivamente all'evacuazione nipponica ritornò in patria e nel mese di giugno 1943 fu riparato e riarmato, prendendo nuovamente il suo posto a Truk e poi a Rabaul: da qui salpò il 1º novembre con le altre forze dell'8ª Flotta per distruggere la squadra navale statunitense che aveva appena coperto lo sbarco su Bougainville; nella confusa battaglia della baia dell'imperatrice Augusta addivenne a una secca collisione con un cacciatorpediniere amico e rimase in riparazione a Kure sino al gennaio 1944. Nei primi mesi di quell'anno fu coinvolto in svariate missioni di trasporto truppe e scorta a petroliere o convogli.
Dopo aver avuto parte indiretta nel fallimentare, sebbene massiccio, tentativo di rifornire l'isola di Biak, fu presente alla battaglia del Mare delle Filippine (19-20 giugno 1944), durante la quale poté tuttavia solo contribuire agli sbarramenti contraerei. Trascorse dunque un lungo periodo in addestramento presso le isole Lingga vicino a Singapore, quindi in ottobre fu aggregato alla 2ª Flotta in vista della disperata difesa delle Filippine. Il 24 ottobre, mentre solcava il Mare di Sibuyan nelle Filippine, la formazione fu oggetto di diversi attacchi aerei e il Myoko rimase danneggiato da un siluro; fu comunque capace di riguadagnare Singapore, dove fu rimesso in efficienza. A dicembre salpò per il Giappone di scorta a un convoglio, ma rimase vittima del sommergibile USS Bergall, che con un siluro gli asportò la poppa: incapace di manovrare, fu rimorchiato indietro sino a Singapore, dove rimase ormeggiato per il resto del conflitto fungendo da batteria antiaerea galleggiante. Nel settembre 1945 fu catturato dall'Impero britannico, che l'8 luglio 1946 lo fece affondare nello stretto di Malacca.

## Caratteristiche
L'incrociatore pesante Myoko era il capoclasse dell'omonimo gruppo di incrociatori. Presentava una lunghezza fuori tutto di 203,76 metri, una larghezza massima di 17,34 metri e un pescaggio medio di 5,90 metri; il dislocamento standard era pari a 10 160 tonnellate (un poco superiore al limite imposto dal trattato navale di Washington del 1922) e quello apieno carico a 13 120 tonnellate invece delle 11 663 tonnellate di progetto.
Rispetto alla precedente classe Aoba l'armamento era stato incrementato nettamente. In cinque torri binate, tre a prua con quella mediana sopraelevata e due a poppa sovrapposte, erano stati distribuiti dieci cannoni Type 3 numero 1 da 200 mm lunghi 50 calibri (L/50). Inoltre, nonostante alcune polemiche da parte della squadra tecnica, lo stato maggiore generale impose l'installazione in ogni murata di sei tubi lanciasiluri fissi da 610 mm. Poiché la minaccia aerea al naviglio militare era ancora poco riconosciuta, erano disponibili solo sei cannoni Type 10 da 120 mm L/45; erano coadiuvati da due mitragliatrici Lewis da 7,7 mm. La corazzatura fu più curata rispetto agli Aoba: alla cintura era spessa 100 mm e si estendeva per circa 123 metri; le barbette erano state rivestite con un guscio spesso 75 mm; il primo ponte era dotato di acciaio spesso 35 mm e quello superiore era formato da due strati di corazza distanziati. Sotto la linea di galleggiamento furono fissate delle controcarene che, combinate a un sistema interno di paratie stagne longitudinali, costituivano la protezione contro siluri e detonazioni subacquee. Le torri erano protette da piastre spesse 25 mm.
Il sistema di propulsione contava dodici caldaie Kanpon che alimentavano quattro turbine a ingranaggi a vapore, a ciascuna delle quali era vincolato un albero motore con elica. Era erogata una potenza totale di 130 000 shp e la velocità massima toccava i 35,5 nodi; l'autonomia era pari a 8 000 miglia (circa 14 800 chilometri) alla velocità di crociera di 14 nodi. La scorta di carburante ammontava a 2 470 tonnellate di olio combustibile. L'incrociatore era manovrato da un equipaggio di 773 tra ufficiali e marinai e disponeva di una catapulta a poppavia, rivolta al lancio dei due idrovolanti Nakajima E2N di bordo poi ricuperabili mediante un argano.
Il Myoko fu modificato più volte assieme alle unità sorelle. Tra il 1931 e il 1934 scambiarono i pezzi principali con la versione aggiornata a 203 mm del Type 3. Tra il novembre 1934 e il 1936 i lanciasiluri fissi furono completamente rimpiazzati con due complessi quadrinati brandeggiabili, sul tetto della nuova sala furono inchiavardate due catapulte di modello recente (gli idrovolanti erano ora quattro Nakajima E8N) e i pezzi Type 10 furono sostituiti da quattro torri binate con cannoni Type 89 da 127 mm L/40. Furono anche rafforzata e allargata la controcarena, riorganizzata la distribuzione dei proiettori di nuovo tipo e aggiunti due impianti quadrinati di mitragliatrici pesanti Type 93 da 13,2 mm. Gli ultimi interventi furono rivolti a rafforzare lo scafo e gli alberi tripodi di prua e poppa. Tra il 1939 e l'inizio del 1941 furono implementati una catapulta ancora più capace e moderni sistemi per il controllo del tiro; furono poi aggiunti altri due impianti quadrinati di lanciasiluri, le caldaie vennero ritubate e la controcarena antisiluro fu nuovamente allargata (con effetti positivi su stabilità e pescaggio). Furono invece rimossi gli affusti quadrinati e le Lewis in favore di quattro installazioni binate di cannoni contraerei Type 96 da 25 mm L/60 e di due altre di mitragliatrici Type 93. L'aumento di dislocamento (13 000 a vuoto, 14 743 a pieno carico) significò la riduzione dell'autonomia a 7 463 miglia a 14 nodi e della scorta di olio combustibile a 2 214 tonnellate, mentre l'equipaggio salì a 970 uomini.

## Impiego operativo

### Varo e 1930-1940

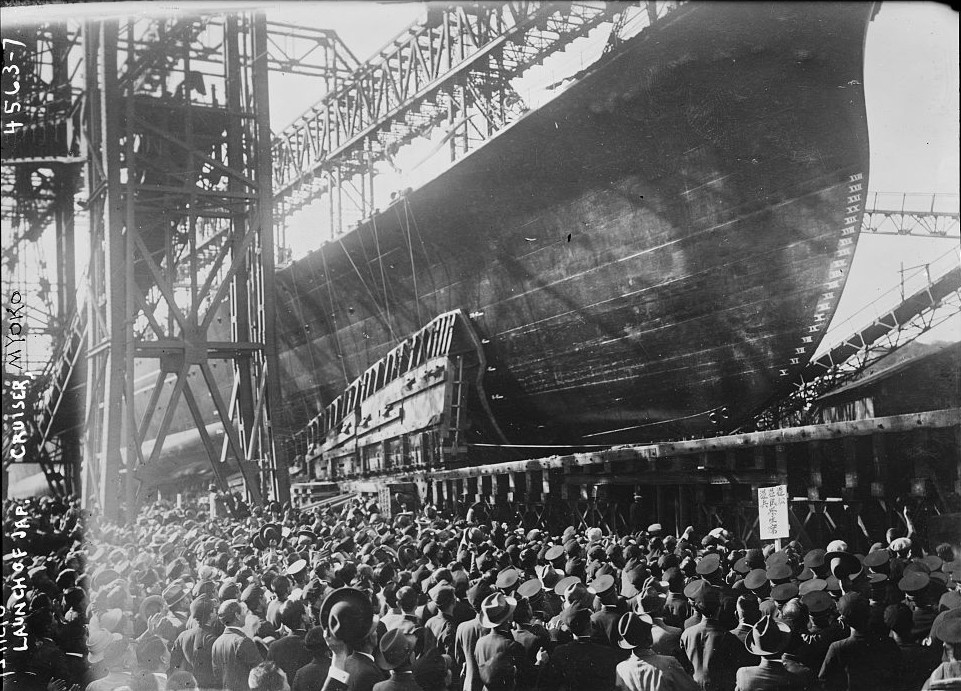
Il momento del varo a Yokosuka

L'incrociatore pesante Myoko fu ordinato nell'anno fiscale edito nel 1923. La sua chiglia fu impostata nel cantiere navale di Yokosuka il 25 ottobre 1924 e il varo avvenne il 26 aprile 1927; fu completato il 31 luglio 1929. Il comando fu affidato il 1º novembre 1929 al capitano di vascello Yoshiyuki Niiyama che, siccome già alla guida dell'incrociatore pesante Nachi, cedette il posto il 29 novembre a un altro ufficiale. Nel 1930 i quattro incrociatori furono uniti nella 4ª Divisione, alle dipendenze della 2ª Flotta, quindi il 1º dicembre 1932 passarono alla riserva, lasciando che la divisione fosse riformata con gli incrociatori della classe Takao: tra il maggio e l'agosto 1933 costituirono dunque la 5ª Divisione incrociatori, sciolta alla fine dell'anno: il Myoko e i suoi gemelli furono divisi tra gli Squadroni di guardia di Kure e Sasebo, quindi nel corso del 1934 furono oggetto di una prima ricostruzione. Nel corso dei lavori si succedettero al comando i capitani di vascello Hidehiko Ukita (15 novembre 1934 - 15 novembre 1935) e Keijiro Goga; nel giugno 1936 il Myoko tornò in acqua nella 5ª Divisione e circa un anno dopo (20 agosto 1937) salpò da Atsuta (Nagoya) con gli incrociatori Ashigara, Haguro, Nachi, Maya, Jintsu e otto cacciatorpediniere: a bordo portava una compagnia di fanteria e il quartier generale della 5ª Brigata, forze che il giorno successivo furono trasferite sui cacciatorpediniere. Il 25 aprile 1938 divenne comandante il capitano di vascello Zenshirō Hoshina, che guidò l'incrociatore durante le operazioni anfibie attorno Amoy il 10 maggio: in questa occasione il viceammiraglio Kōichi Shiozawa scelse il Myoko come nave ammiraglia della sua 5ª Flotta. Il 15 novembre egli fu sostituito dal capitano di vascello Kenzo Itō, che condusse l'incrociatore in altre azioni al largo della costa cinese; il 20 luglio 1939 cedette a sua volta il comando al capitano di vascello Kōsō Abe, rimpiazzato il 15 novembre 1940 dal pari grado Hideo Yano. Questi non guidò l'unità in guerra, giacché rimase in bacino sino a parte del 1941 per l'ennesimo ammodernamento.

### 1941-1942
Il 28 aprile 1941 il Myoko tornò operativo e l'11 agosto passò agli ordini del capitano di vascello Teijirō Yamazumi. Nei mesi seguenti la 5ª Divisione incrociatori fu affidata al contrammiraglio Takeo Takagi e inserita nella 3ª Flotta del viceammiraglio Ibō Takahashi, concentrata nelle isole Palau per operare in supporto all'invasione delle Filippine. Il 6 dicembre salpò in compagnia del Nachi e di altre unità (cacciatorpediniere e due navi portaidrovolanti) sotto il comando generale del contrammiraglio Kyūji Kubo. Questa formazione condusse riusciti sbarchi a Legaspi l'11 dicembre e a Davao il 20, quindi il Myoko e il Nachi da soli appoggiarono la facile occupazione di Jolo il 24 dicembre, tornando lo stesso giorno alle Palau per rifornimento; il 29 salparono e il 31 si fermarono a Davao.

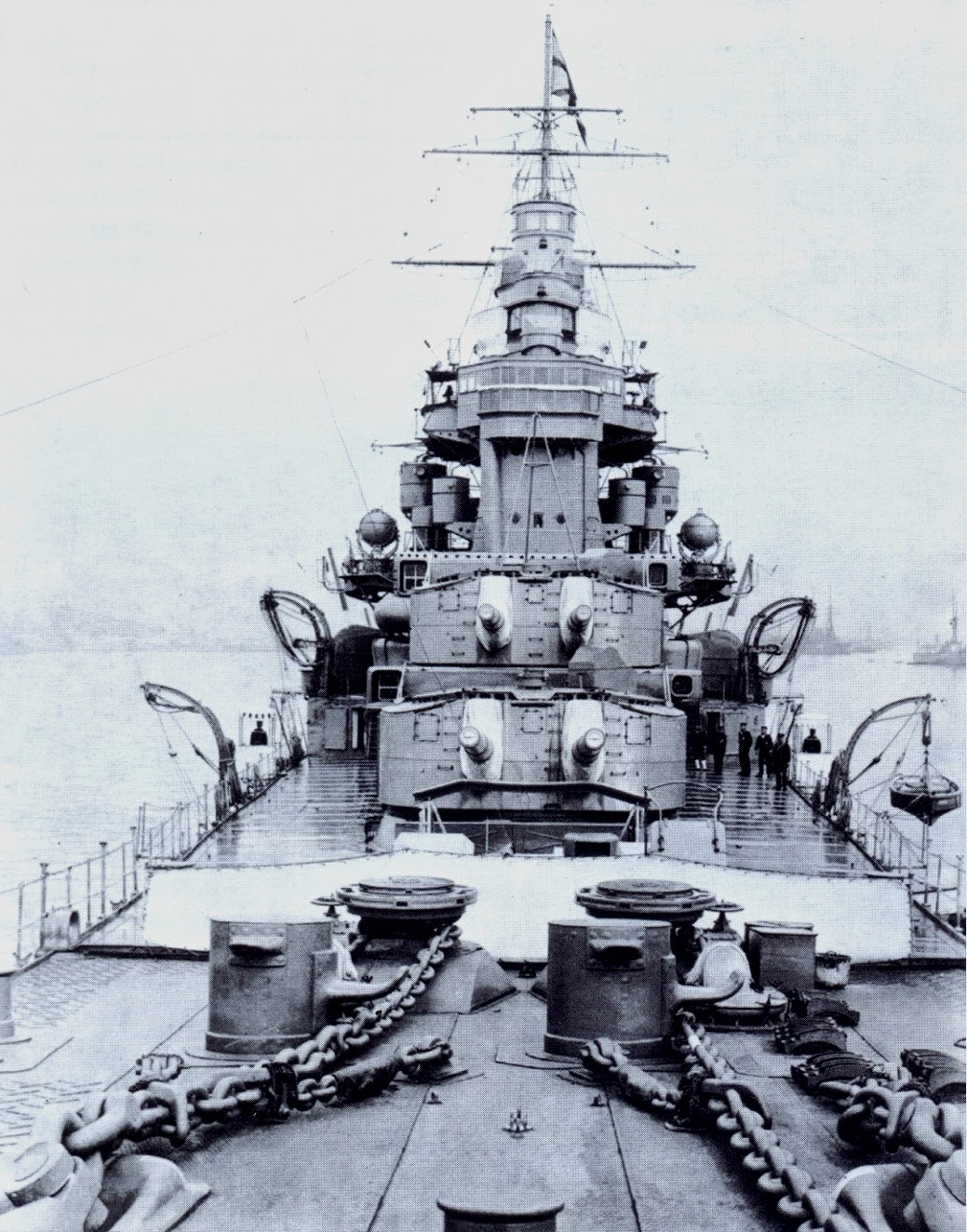
Il ponte e le torri prodiere del Myoko viste da prua

Il 4 gennaio 1942 il Myoko rimase vittima di un piccolo gruppo di bombardieri quadrimotori Boeing B-17 Flying Fortress; una bomba esplose a bordo e provocò venti morti, più una quarantina di feriti. Il contrammiraglio Takagi trasferì le proprie insegne sul Nachi e l'incrociatore colpito lasciò al rada il 5 per Sasebo, dove il 9 fu messo in bacino di carenaggio. Il 20 febbraio fu rimesso in mare e partì subito alla volta di Makassar (Celebes) scortato dal cacciatorpediniere Inazuma, porto raggiunto il 26. Il giorno successivo entrambe le unità, inquadrate nel gruppo di scorta al convoglio d'invasione orientale per Giava, salparono e il 27 furono presenti alla battaglia del Mare di Giava; il Myoko ebbe una parte più attiva nella seconda fase dello scontro, il 1º marzo, quando contribuì alla distruzione dell'incrociatore pesante HMS Exeter e dei cacciatorpediniere HMS Encounter e USS Pope assieme all'Ashigara, al Nachi, ai cacciatorpediniere Kawakaze, Yamakaze, Akebono e Inazuma. Fatta tappa a Kendari il 3 marzo, il 5 il Myoko si riunì alla 5ª Divisione presso Makassar e riassunse il posto di ammiraglia; il 13 salpò con il Nachi (distaccato il 17) e lo Haguro con destinazione Sasebo, dove dal 20 marzo all'8 aprile furono sottoposti a revisione: inoltre il capitano di vascello Teruhiko Miyoshi divenne nuovo comandante. Il 9 aprile le due unità si spostarono nella rada di Hashirajima e il 18 aprile furono inviate in fretta a est, per un vano intercettamento della Task force 16 del contrammiraglio William Halsey che aveva appena bombardato Tokyo. Rientrati a Yokosuka, partirono il 23 verso la base aeronavale di Truk accompagnati dai cacciatorpediniere Akebono e Ushio: giunsero a destinazione il 27 e il 1º maggio furono uniti alle forze coinvolte nell'operazione Mo. Il Myoko fu presente alla battaglia del Mar dei Coralli, durante la quale ebbe però un ruolo trascurabile, e poi all'abortito attacco alle isole Nauru e Ocean (13 maggio). Il 17 rientrò a Truk e, rifornitosi, ripartì subito con i cacciatorpediniere Ariake, Shigure, Shiratsuyu, Yugure per Kure, dove si fermò il 22. Nei giorni seguenti si recò a Hashirajima, dove fu integrato con gli incrociatori gemelli nella 2ª Flotta del viceammiraglio Nobutake Kondō, una delle sei componenti navali mobilitate dall'ammiraglio Isoroku Yamamoto per occupare l'atollo di Midway e attirare in una battaglia risolutiva le portaerei statunitensi: essa salpò il 29 ma nel corso della battaglia ebbe solo un ruolo secondario e il Myoko non entrò in azione.
Il 13 giugno la 5ª Divisione passò alle dipendenze della 5ª Flotta, impegnata nelle Aleutine: il 23 gli incrociatori fecero tappa a Sendai e il 28 il Myoko guidò il Nachi e lo Haguro verso le Aleutine, accompagnato dalla 21ª Divisione incrociatori (Kiso, Tama, Abukuma) e da quattro divisioni di cacciatorpediniere per complessive tredici unità. Il 7 luglio, terminate le operazioni nell'arcipelago, riprese la rotta per il Giappone e il 12 si fermò ad Hashirajima. L'11 agosto il Myoko e lo Haguro salparono con destinazione Truk assieme a buona parte della 2ª Flotta, compresa la nave da battaglia Mutsu, la 4ª Divisione incrociatori con l'ammiraglia Atago e dieci cacciatorpediniere condotti dall'incrociatore leggero Yura. Arrivata a Truk il 17, questa formazione formò il nucleo delle forze navali mobilitate dai giapponesi a fine agosto per rifornire Guadalcanal e indurre a uno scontro le Task force statunitensi. Nell'inconcludente battaglia delle Salomone Orientali il Myoko rimase di nuovo nelle retrovie, poiché lo scontro fu condotto solo tramite le opposte aeronautiche. Rientrata il 5 settembre all'atollo, la 5ª Divisione salpò con altre unità il 9 per condurre un'estesa ricognizione; il 14, nel corso di tale pattugliamento il Myoko fu attaccato da dieci B-17 e alcuni centri vicini danneggiarono un impianto di pezzi da 25 mm. Dopo un rifornimento in mare tornò a Truk il 23 settembre. L'11 ottobre salpò temporaneamente al comando della 4ª Divisione incrociatori (Atago, Maya, Takao), che scortava assieme a dodici cacciatorpediniere le due corazzate Kongo e Haruna, le quali bombardarono nella notte tra il 12 e il 13 l'aeroporto "Henderson Field". L'operazione fu ripetuta tra il 15 e il 16 dal Myoko e dal Maya (furono sparate 1 500 granate da 203 mm), che poi si rifornirono in mare in vista dell'offensiva combinata di fine mese, per la quale la 2ª Flotta e la 3ª Flotta del viceammiraglio Chūichi Nagumo furono schierate al completo: nella battaglia delle isole Santa Cruz del 26 ottobre, ancora una volta, i combattimenti furono dominati dall'arma aerea e il Myoko (aggregato allo scaglione avanzato del viceammiraglio Kondō) partecipò solo agli sbarramenti contraerei. Riguadagnata Truk il 30, l'incrociatore salpò il 4 novembre alla volta di Sasebo, scortando assieme al cacciatorpediniere Tokitsukaze la portaerei Zuikaku: il 10 giunse in porto e fu oggetto di una revisione completa, durante la quale la 5ª Divisione passò al comando del contrammiraglio Sentarō Ōmori. Il 27 novembre il Myoko con lo Haguro salpò diretto a Yokosuka, dove prese a bordo reparti delle Kaigun Tokubetsu Rikusentai e fu affiancato anche dal cacciatorpediniere Hamakaze. Il 30 le tre navi partirono, fecero tappa il 5 dicembre a Truk e infine si fermarono l'8 a Rabaul, base aeronavale in Nuova Britannia, dove le truppe scesero a terra. Due giorni dopo il Myoko gettò le àncore a Truk e vi rimase per quasi due mesi.

### 1943
Tra il 31 gennaio e il 9 febbraio 1943 il Myoko seguì la 2ª Flotta nelle ampie manovre diversive per facilitare l'evacuazione di Guadalcanal, obiettivo che fu raggiunto con perdite insignificanti. Il 9 stesso si spostò con il Nachi e lo Haguro a Truk: per oltre due mesi le attività dell'incrociatore non sono note; si sa solo che il 2 marzo il comandante Miyoshi fu rimpiazzato dal capitano di vascello Katsuhei Nakamura. L'8 maggio, con i cacciatorpediniere Yugure, Samidare e Naganami, la 5ª Divisione salpò con rotta su Yokosuka, raggiunta il 13; due giorni dopo il Myoko e lo Haguro più gli ultimi due cacciatorpediniere furono riassegnati con urgenza alla 5ª Flotta, chiamata a intervenire in aiuto all'isola di Attu, sulla quale forze statunitensi erano sbarcate l'11 maggio. Giunti il 19 a Paramushiro, i due incrociatori rimasero nelle acque dell'isola per qualche tempo, quindi il 16 giugno diressero su Sasebo, dove dal 19 furono sottoposti a un esteso raddobbo e modifiche: nel dettaglio furono aggiunte due installazione binate di cannoni Type 96 e altrettante rimpiazzarono le mitragliatrici pesanti Type 93; fu inoltre installato un sistema radar Type 13.
Il 18 luglio il Myoko e lo Haguro, completati i lavori, partirono immediatamente per Hashirajima e da qui salparono il 30 verso Nagahama, dove furono caricati con rifornimenti e truppe dell'Esercito imperiale; il 31 misero la prua su Truk, dove il 5 agosto si fermarono e furono raggiunti dai cacciatorpediniere Isokaze, Suzutsuki e Hatsuzuki. Essi li scortarono sino a Rabaul, dove gli uomini e gli approvvigionamenti furono messi a terra (9 agosto), e poi nel viaggio di ritorno a Truk. Il 18 settembre il Myoko e l'altro incrociatore furono coinvolti nella sortita in forze della 2ª Flotta verso l'atollo di Eniwetok, che da alcuni giorni era bombardato dagli apparecchi imbarcati della Quinta Flotta statunitense: furono aggregati al gruppo avanzato al comando del viceammiraglio Jisaburō Ozawa, che però il 25 rientrò in porto non avendo individuato le forze avversarie. L'11 ottobre il Myoko intraprese un servizio di scorta con altri cacciatorpediniere (Naganami, Suzukaze) per un convoglio che fece tappa a Rabaul il 13. Il 1º novembre il Myoko, alle dipendenze dell'8ª Flotta, fu messo in stato di prontezza per partecipare al pianificato controsbarco sull'isola di Bougainville e annientare la flotta di supporto statunitense: il contrammiraglio Ōmori mantenne le sue insegne sul Myoko, che nella notte partecipò con lo Haguro, gli incrociatori leggeri Sendai e Agano e sei cacciatorpediniere alla battaglia della baia dell'imperatrice Augusta. Nel corso del combattimento il Myoko scambiò cannonate con gli incrociatori leggeri avversari, ma poco dopo le 02:50 del 2 novembre, durante una complessa manovra ordinata da Ōmori, si schiantò sul lato del dritto di prua con il cacciatorpediniere Hatsukaze, che rimase gravemente danneggiato e fu distrutto poco dopo. Intorno alle 03:30 i giapponesi si ritirarono, dopo che anche il Sendai era esploso e affondato. Il 4 novembre, dunque, la sezione della 5ª Divisione incrociatori lasciò Rabaul, sostò il 7 a Truk e ripartì il 12 con la scorta dei cacciatorpediniere Shigure e Shiratsuyu (questi avariato a sua volta per un'altra collisione): il 17 arrivò a Sasebo, dove il Myoko fu sottoposto a riparazioni e modifiche. Infatti la sua dotazione contraerea fu ancora aumentata da otto affusti singoli per i pezzi Type 96 da 25 mm.
Nel corso del raddobbo il contrammiraglio Ōmori, ritenuto il responsabile della sconfitta, fu sollevato dal comando della 5ª Divisione, che fu affidata al contrammiraglio Shintarō Hashimoto. Il 5 dicembre cambiò anche il comandante del Myoko, che passò agli ordini del capitano di vascello Itsu Ishihara. Il 16 dicembre la divisione salpò da Sasebo e fece tappa a Tokuyama, dove fece il pieno di carburante e fu imbarcata acqua distillata; il 17 si spostò a Kure, che lasciò il 23 assieme all'incrociatore pesante Tone. Il 29 le tre unità arrivarono indenni a Truk.

### 1944

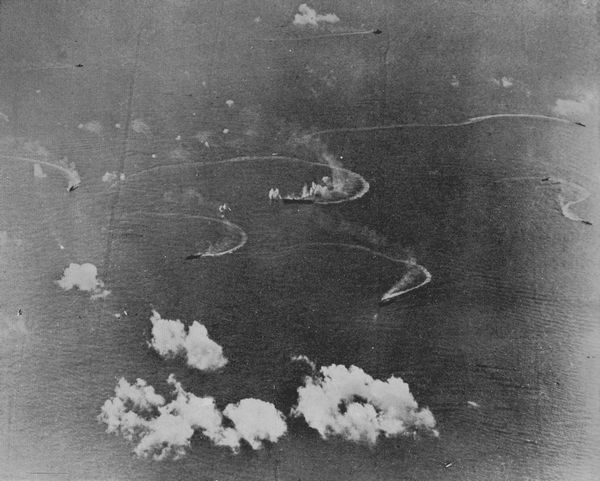
La Zuikaku (al centro) sotto attacco aereo durante la battaglia del Mar delle Filippine; una delle unità vicine è il Myoko

Il 2 gennaio 1944 il Myoko salpò con lo Haguro, il Tone e i cacciatorpediniere Shiratsuyu e Fujinami per recare truppe a Kavieng e il 5 tornò a Truk. Il 10 febbraio prese il mare con l'ordine di raggiungere le Palau e fu seguito dall'Atago, dal Chokai e quattro cacciatorpediniere (Urakaze, Hamakaze, Isokaze, Tanikaze); sfuggita all'attacco di un sommergibile, la formazione arrivò alle isole il 13, ma per circa tre settimane l'attività del Myoko è ignota. Riappare il 9 marzo, quando in compagnia dello Haguro e dello Shiratsuyu scortò due petroliere a Balikpapan (12 marzo) e Tarakan (14 marzo), prima di riprendere la rotta per le Palau, alle quali rientrarono il 22. Il 29 marzo i due incrociatori lasciarono l'ancoraggio per Davao, accompagnati dalla 4ª Divisione e da un cacciatorpediniere: giunti nel porto, il Myoko fu rifornito di generi alimentari. Il 6 aprile gli incrociatori furono mancati di misura da un fascio di siluri lanciato dal sommergibile USS Dace, penetrato nella rada, quindi il giorno successivo mollarono gli ormeggi e viaggiarono sino alle isole Lingga vicino a Singapore, dove rimasero dal 9 aprile per un mese. La formazione si spostò il 12 maggio alla base di Tawi Tawi, dalla quale si portarono a Tarakan per fare il pieno di combustibile: rientrarono all'ancoraggio il 18. Il 30 maggio il Myoko e lo Haguro salparono a fianco della nave da battaglia Fuso e sei cacciatorpediniere alla volta di Davao, per fungere da squadra di copertura a distanza dell'operazione Kon, ovvero il soccorso via mare alla guarnigione dell'isola di Biak sotto attacco dal 27 maggio. Il 2 giugno gli incrociatori della 5ª Divisione erano in mare con rotta sud-est assieme al convoglio di rinforzi e numerose altre unità, ma poiché furono avvistate tutte le unità ricevettero ordine di ripiegare dall'ammiraglio Soemu Toyoda – comandante in capo della Flotta Combinata. Il 4 arrivò un contrordine di riprendere la missione e il 7 il Myoko con lo Haguro fece rotta da Davao a Batjan (Halmahera); dei due cacciatorpediniere che li accompagnavano, il Kazagumo fu silurato e affondato appena lasciata la baia. L'11 le tre unità superstiti giunsero a destinazione, ma appena due giorni dopo l'ammiraglio Toyoda attivò l'operazione A-Go, che imponeva una sortita al completo della Flotta combinata per difendere le isole Marianne: in tarda serata perciò il viceammiraglio Matome Ugaki condusse tutte le forze assegnate al sostegno di Biak per incontrarsi in alto mare con il viceammiraglio Jisaburō Ozawa, comandante tattico. Le due squadre si riunirono nel pomeriggio del 15 e si diressero subito nel Mare delle Filippine. Nella susseguente battaglia il Myoko operò nel gruppo del viceammiraglio Takeo Kurita distaccato in avanguardia da Ugaki, affiancato come sempre dallo Haguro e provvisoriamente dal Mogami. Non ebbe che un ruolo minore nel decisivo scontro aeronavale.

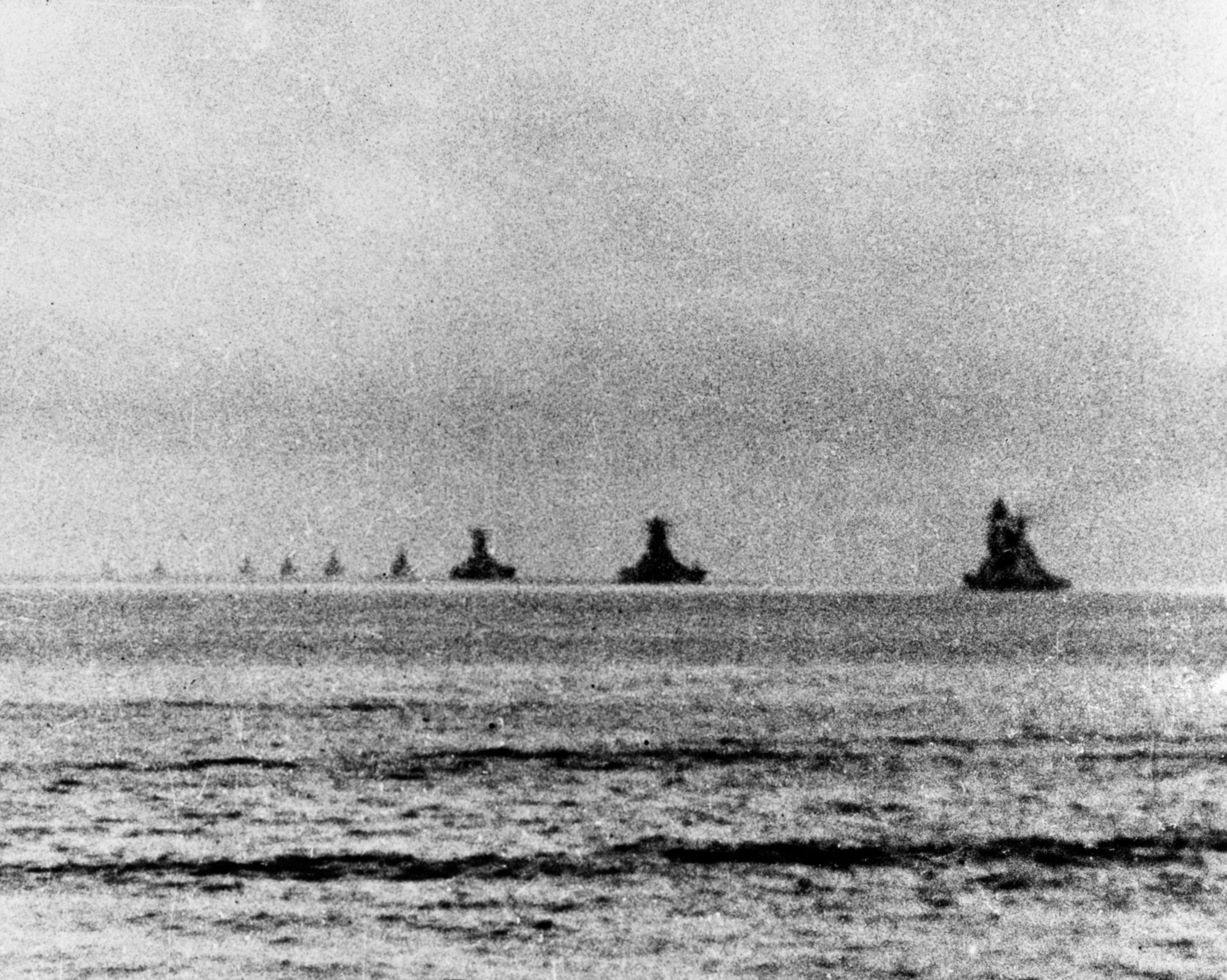
La 2ª Flotta lascia Brunei: il Myoko è appena visibile all'estrema sinistra

Il 20 giugno l'incrociatore seguì il resto della sconfitta squadra di Ozawa sino alla baia di Nakagusuku di Okinawa e il 24 si fermò a Kure per una rapida revisione, che comprese un ulteriore aumento della contraerea di bordo: furono inchiavardati sul ponte sedici pezzi singoli Type 96 e quattro impianti trinati, unitamente a un sistema radar aggiornato. Allo scopo di contenere il dislocamento furono tuttavia sbarcati due proiettori e i lanciasiluri situati nella sezione poppiera. Il 30 giugno la 5ª Divisione lasciò Kure per Hashirajima, dove imbarcò reparti di fanteria e rifornimenti, quindi salpò subito accompagnata dai cacciatorpediniere Hayashimo e Akishimo: il 4 luglio il carico fu sbarcato a Manila e il Myoko prese a bordo una parte della 3 027 tonnellate di petrolio estratte dalla danneggiata nave cisterna Itsukushima Maru. Con lo Haguro raggiunse Zamboanga, vi lasciò i fusti e ripartì subito per le isole Lingga, presso le quali dal 13 luglio condusse numerose esercitazioni in seno alla 2ª Flotta (viceammiraglio Takeo Kurita). Il 1º ottobre riempì i depositi e i magazzini e il 15 Ishihara divenne contrammiraglio. Il 18 salpò alla volta di Brunei, toccata il 20, dove la flotta portò a termine l'ultimo rifornimento prima di intraprendere l'operazione Shō-Gō 1, il complesso attacco al Golfo di Leyte: il 22 tutte le unità partirono. Nel corso del 24 ottobre fu traversato il Mare di Sibuyan sotto l'imperversare dell'aviazione imbarcata statunitense, che eseguì cinque diversi attacchi; la nave da battaglia Musashi fu affondata dopo aver incassato trentasei ordigni e alcune altre unità furono colpite. Il Myoko fu raggiunto da uno o due siluri a poppa, le cui detonazioni inflissero danni piuttosto gravi e piegarono due alberi motore. Il contrammiraglio Hashimoto, comandante della 5ª Divisione, si trasferì sullo Haguro e il Myoko, scortato dal cacciatorpediniere Kishinami e sviluppando solo 15 nodi di velocità, virò verso ovest e puntò sull'isola di Coron. Il 27 giunse a destinazione e qui il cacciatorpediniere si rifornì, quindi le due unità ripartirono immediatamente e il 29 riuscirono a fermarsi a Brunei; proseguirono sino a Singapore, toccata il 3 novembre, dove iniziarono le riparazioni provvisorie al Myoko. Sfuggito a un attacco condotto da cinquantatré Boeing B-29 Superfortress decollati dall'India, l'incrociatore poté tornare in mare a dicembre e il 12 salpò con il cacciatorpediniere Ushio come parte del convoglio Hi-82, composto già da quattro petroliere e cinque navi scorta. Alle 21:35 del giorno successivo fu centrato da uno dei sei siluri lanciati dal sommergibile USS Bergall poco lontano dalla baia di Cam Rahn (8°10′N 105°40′E); il colpo fu grave, l'incrociatore s'incendiò e si spezzò in corrispondenza del punto d'impatto, perdendo la poppa che affondò rapidamente. Lo Ushio intervenne con rapidità e prese a rimorchio il Myoko per riportarlo a Singapore, città dalla quale furono inviati due cacciasommergibili e due dragamine, che il 15 dicembre si sostituirono nell'opera di soccorso; il 17 il comando della Flotta dell'Area sud-occidentale dirottò i cacciatorpediniere Kasumi (poi rimpiazzato dalla torpediniera Chidori) e Hatsushimo dall'Indocina. Essi raggiunsero l'unità il giorno successivo, seguiti dallo Haguro con a bordo il viceammiraglio Hashimoto che subentrò al traino. Il 25 dicembre il Myoko fu riormeggiato a Singapore.

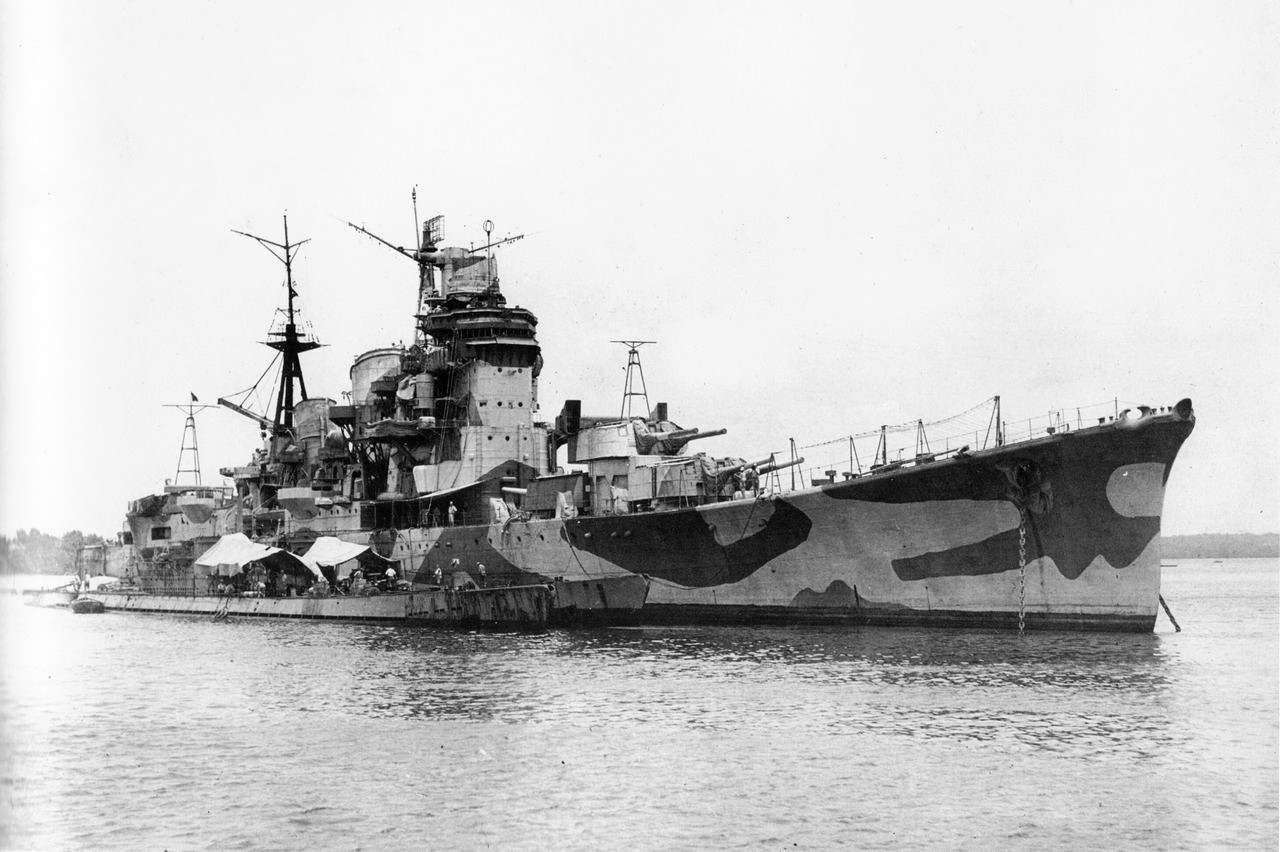
L'incrociatore Myoko a Singapore nel settembre 1945

### 1945 e successivo affondamento
Ben presto il personale del cantiere navale cittadino riconobbe l'impossibilità di riparare adeguatamente il Myoko che perciò, assieme all'incrociatore pesante Takao, fu lasciato in porto come batteria contraerea galleggiante: il capitano di vascello Sutejirō Onoda assunse il comando congiunto delle due navi il 15 gennaio 1945 (Ishiwara tornò in Giappone). Il 1º febbraio fu mancato di misura nel corso di un bombardamento condotto da 113 quadrimotori B-29 e pochi giorni più tardi fu messo in bacino di carenaggio, forse per tentare un raddobbo anche parziale. Rimesso in acqua in un momento imprecisato, sfuggì il 31 luglio all'attacco di due sommergibili tascabili britannici, che si concentrarono invece sul Takao, peraltro senza affondarlo. Il 21 settembre, nove giorni dopo la resa formale di tutte le forze armate nipponiche nel Sud-est asiatico, il Myoko fu consegnato ai britannici: rimase a Singapore per poco meno di un anno. Il 2 luglio 1946 iniziò il suo rimorchio fuori dalla rada e fu posizionato nello Stretto di Malacca, dinanzi Port Klang (3°05′N 100°40′E), dove l'8 luglio fu colato a picco dai britannici.
Il 10 agosto 1946 il Myoko fu depennato dalla lista della Marina imperiale giapponese.